# Kundige Rolle
Die Kundige Rolle, niederdeutsch „Kundige Rulle“, war ein grundlegendes Rechtsdokument der Freien Hansestadt Bremen. Sie wurde zur Verlesung des geltenden Rechts verwendet. 

## Vorgeschichte
Die erste anhaltend wirksame Kodifikation des Bremer Stadtrechtes wurde in Buchform festgehalten. In dem Buch waren sogar Leerseiten für spätere Ergänzungen vorgesehen. Politische Konflikte führten im frühen 15. Jahrhundert zu einer Umstrukturierung und teilweisen Novellierung der Bestimmungen. Die so entstandenen Originaltexte der Verfassung und des peinlichen Strafrechts von 1428 und 1433 sind erhalten. Um ihre Abgeschlossenheit zu demonstrieren, entschied man sich, alle weiteren Bestimmungen getrennt davon in Form einer Schriftrolle festzuhalten.

## 1450
Die kundige Rulle von 1450 ist als Abschrift im Ratsdenkelbuch erhalten. Sie enthielt die Grundzüge des Bremer Stadtrechtes und daran anschließende Verordnungen des Rates. Die Texte nahmen auch Bezug auf eine ältere, verloren gegangene kundige Rulle. Sie wurden auf ein Pergamentpapier geschrieben, das zu einer Rolle aneinandergenäht wurde. Die Bestimmungen wurden jährlich am 4. Fastensonntag Laetare (3. Sonntag vor Ostern) vor dem Bremer Rathaus einberufenen Bürgerversammlung, der Bursprake, zunächst wohl von der Verkündigungslaube vor der oberen Rathaushalle, dann von der Sternkammer über der kleinen Rathauslaube über dem Eingang zum Ratskeller vorgetragen. Zunächst wurden alle Regelungen verlesen, im 15. Jahrhundert nur noch die Polizeiverordnungen.

## 1489
In der kundigen Rulle von 1489 wurde der Inhalt der kundigen Rulle von 1450 übernommen und bis 1513 ergänzt. Dazu wurden, wie wohl auch bei der Vorgängerin, neue Pergamentblätter angenäht. Sie hat eine Länge von 6,93 Meter und ist 15 cm breit. Sie umfasst 225 Artikel.

## 16. bis 19. Jahrhundert
1513 wurde die Ratsverlautbarungen und Proklame durch Novellen ersetzt. Das älteste erhaltene Heft des Kanzleiexemplars enthält  Änderungen bis 1549. Im zweiten Kanzleiexemplar sind die Änderungen aus der zweiten Hälfte des 16. Jahrhunderts enthalten, dem die Änderungen von 1606 bis zur Mitte des 17. Jahrhunderts folgten und ein Exemplar mit Änderungen zwischen 1656 und 1756.  
Die kundige Rulle wurde in Heftform weiterhin in niederdeutscher Sprache geschrieben, aber seit 1756 nicht mehr öffentlich verlesen.
Nach einer Unterbrechung in der Franzosenzeit wurden die alten Bestimmungen 1813 wieder in Kraft gesetzt. Erst nach der Revolution von 1848 gab sich Bremen 1849 eine neue, demokratische Verfassung, die ihrerseits allerdings 1854 durch eine konservative Verfassung ersetzt wurde, die höheren Stände sehr begünstigte.

## Rückkauf der seit dem Zweiten Weltkrieg verschollenen ältesten Rolle, Edition
Im Zweiten Weltkrieg wurde die kundige Rolle ausgelagert und war seitdem verschollen. 
Erst im Mai 2014 wurde sie bei einer Händlerin in Kalifornien wiederentdeckt und konnte durch das Staatsarchiv Bremen zurückerworben werden. Es mussten nur die angefallenen Auslagen des Handelshauses erstattet werden.
Bereits seit dem Folgemonat ist sie als Nachdruck allgemein zugänglich. Nach einem wissenschaftlichen Einführungstext werden Fotografie des Originaldokumentes, eine Transkription des Originaltextes und eine hochdeutsche Übersetzung spaltenweise einander gegenübergestellt.

## Edition
- Jan Ulrich Büttner, Konrad Elmshäuser, Adolf E. Hofmeister: Die Kundige Rolle von 1489, Verlag Bremer Tageszeitungen AG, Juni 2014. ISBN 978-3-938795-47-7
- Originaltext (PDF mit 8,3 MB)

## Belege
1. ↑  Verfassung des Bremischen Staats. Publicirt am 21. März 1849 (PDF)
2. ↑  weser-kurier.de/Weser-Kurier vom 26./27. Mai 2014 Historische Sensation in Bremen: Die Kundige Rolle ist wieder da
3. ↑  welt.de/Die Welt vom 26./27. Mai 2014 Raubkunst: Bremens verschollenes Recht wieder aufgetaucht
4. ↑  taz.de/tagzeitung vom 26./27. Mai 2014 Sensationeller Fund: Bremen wieder legal
5. ↑  Mitteilung der Senatspressestelle vom 26. Mai 2014 - Sensationeller Fund: Kundige Rolle von 1489 wieder da